# Kell am See
Kell am See är en kommun och ort i Landkreis Trier-Saarburg i förbundslandet Rheinland-Pfalz i Tyskland.
Kommunen ingår i kommunalförbundet Verbandsgemeinde Saarburg-Kell tillsammans med ytterligare 28 kommuner.